# نرسی (نوه یزدگرد سوم)
نرسی یا نرسه (به پارسی میانه: 𐭭𐭥𐭮𐭧𐭩؛ نویسه‌گردانی به انگلیسی: Narseh به چینی: 泥涅师؛ پین‌یین: Nìnièshī) پسر پیروز سوم پادشاه خودخواندهٔ ساسانی در تبعید بود که پس از مرگ پدرش، در سال ۶۷۹ میلادی در چین تاجگذاری کرد. وی که هرگز ایران را ندیده بود، در راه بازپسگیری ایران بیش از بیست سال در تخارستان با ارتش‌های اعراب به ظاهر مسلمان جنگید و کمی پس از بازگشت به چین، بر اثر بیماری در حدود ۷۰۸/۷۰۹ میلادی درگذشت.

## پیشینه
یزدگرد سوم سی و پنجمین شاه ساسانی بود. با مرگ او در سال ۶۵۲ میلادی، سلسله سلسله ساسانی پس از ۴۱۶سال، در ایران منقرض گردید. مسعودی فرزندان  یزدگرد سوم را چنین می شمارد، دو پسر به نام های بهرام (وهرام) و پیروز، و سه دختر به نام های ادرگ و شهربانو و مرد آوند. شهربانو بنابر روایات شیعیان، به عقد حسین بن علی، نوهٔ پیامبر اسلام درآمد، اما این روایت بعد ها توسط روحانیون سرشناس شیعه همچون مرتضی مطهری رد شد.

### بازماندگان یزدگرد سوم در چین

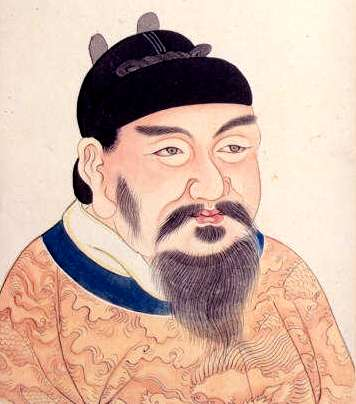
امپراتور گائوزونگ

پیروز سوم به خواست پدرش یزدگرد سوم، برای جلب کمک نظامی تایزونگ امپراتور، به چین رفت، اما تایزونگ پیش از رسیدن پیروز به چانگ آن درگذشته بود و پسرش گائوزونگ امپراتور تازه و سومین رئیس کشورچین از دودمان تانگ به پیروز مقام درباری داد و احترام بسیار کرد و در سال ۶۶۲ میلادی او را با یکی از ژنرال‌های خود به نام «پی شینگ جیان» با لشکری کامل روانه ایران کرد.
نام نرسه در منابع چینی به صورت 泥涅师 با تلفظ (Nah-shieh) آمده‌است. بازماندگان ساسانیان در چین از سوی امپراتور سلسلهٔ تانگ به عنوان شاه ایران به رسمیت شناخته می‌شدند. آثاری از ایشان خصوصاً در نواحی غربی چین باز مانده‌است. نرسی یا نرسه، جزئیات تلاش‌های پدرش و مهاجرت پارسیان درباری به چین و زندگی در این کشور را در کتابی شرح داده است. به نوشتهٔ وی، دولت تازیان پس از آگاه شدن از توسل شاهزاده پیروز به دربار
چین، هیأتی را به ریاست یکی از معاریف عرب به «چانگ آن» فرستاد و این هیأت موفق شد که امپراتور گائوزونگ را بی طرف سازد و نظر وی را نسبت به کمک به بازماندگان یزدگرد سوم تغییر دهد. مخصوصا که بعداً این امپراتور دچار سکته مغزی شد و امور به دست زنش «وو زتیان» و جانشینانش «ژونگ زونگ» و «روی زونگ» افتاد که قصد جنگ نداشتند. نارسیا نوشته است که دربار چین حتی به آن هیأت اسلامی اجازه تأسیس یک مسجد داد و به موازات آن با پناهندگی ایرانیان نیز در چین موافقت کرد، به این شرط که به لباس چینی درآیند و رسوم محلی چین را رعایت کنند و چین را به صورت پایگاهی برای احیاء استقلال وطن درنیاورند که پای چین به یک جنگ ناخواسته کشانده شود.
پشنگ (به چینی: Pushanhuo) پسر نرسی در سال ۷۲۲ میلادی خود را پادشاه ایران نامید و کوشش هایی برای بازپس‌گیری ایران انجام داد.
نرسی در سال ۶۷۹ با ارتش چین به رهبری پی شینگ جیان به ایران اسکورت شد تا او را به تاج و تخت ساسانی بازگردانند، اما ارتش در تخارستان متوقف شد. پی شینگجیان با موفقیت در برابر تهاجم آنکسی به رهبری خان ترک غربی آشینا دوژی جنگید، اما پی پس از آن علاقه خود را در نصب مجدد پادشاه ایرانی از دست داد و نرسیه را در تحت الحمایه آنکسی به تنهایی رها کرد، اگرچه نرسیه هنوز می توانست خادمان و خادمان بسیار خود را حفظ کند. کیفیت زندگی بالا پس از آن سران کوچک ترک در منطقه به دلیل شکست آشینا به خاندان چینی وفاداری خود را متعهد کردند. نتیجه کلی اکسپدیشن پی برای امپراتوری تانگ موفقیت آمیز بود. پس از بازگشت به چین، پی به عنوان وزیر تشریفات و ژنرال بزرگ گارد جناح راست منصوب شد.
نرسیه سپس بیست سال بعد را در تخارستان با اعراب جنگید تا اینکه در سال ۷۰۷ به چانگ‌آن پایتخت تانگ چین بازگشت و در آنجا باقیمانده عمر خود را پیش از مرگ بر اثر بیماری گذراند. پسران و دختران او با اشراف چینی ازدواج کردند.
عموی نرسیه، بهرام هفتم، در سال ۷۱۰ درگذشت و از پسر بهرام، خسرو پنجم، یاد شد که در محاصره کمرجه در سال ۷۲۹ در کنار سغدیان و ترکان با اعراب در تلاشی بیهوده برای بازپس گیری تاج و تخت ساسانی جنگید. این شاید آخرین اشاره شناخته شده به هر یک از نوادگان مستقیم یزدگرد سوم باشد.